# Pauselijk Romeins Seminarie
Het Pauselijk Romeins Seminarie (Italiaans: Pontificio Seminario Romano Maggiore) is het oudste grootseminarie van het bisdom Rome.
Het werd op 1 februari 1565 gesticht, als een uitvloeisel van het Concilie van Trente, dat onder meer besloot om een betere opleiding van priesters te organiseren. Sinds 1913 is het seminarie nabij de Sint-Jan van Lateranen gehuisvest. Aanvankelijk werd het onderwijs aan het seminarie verzorgd door de Jezuïeten. Uit die oorspronkelijke opleiding ontwikkelde zich later de Pauselijke Gregoriaanse Universiteit, waarna het seminarie onafhankelijk van de Jezuïeten verder bleef bestaan. Uit het seminarie ontwikkelde zich ook de Pauselijke Lateraanse Universiteit, waarmee tot op de dag van vandaag nauwe contacten bestaan. 